# توپولف تو-۱
توپولف تو-۱ (به انگلیسی: Tupolev Tu-1) یک هواگرد ساختِ کارخانهٔ توپولف در کشور اتحاد جماهیر سوسیالیستی شوروی است. این هواگرد برای نخستین بار در ۲۲ مارس ۱۹۴۷ میلادی مورد استفاده قرار گرفت.